# Libraria
Libraria Konsthantverk AB, tidigare AB Libraria, var ett svenskt företag som tillverkade kyrklig utsmyckning och liturgiska kläder.
Ursprunget för verksamheten var diakonistyrelsens avdelning för kyrklig konst som etablerats 1912 av Auga Sven-Nilsson. AB Libraria etablerades 1917 av Svenska kyrkans diakonistyrelses bokförlag. Den kombinerade då en bokhandel med SKDB:s avdelning för kyrklig konst. Efter att ha legat på Malmskillnadsgatan flyttade man 1919 till Regeringsgatan 23. År 1930 flyttade utställningen till Lästmakaregatan 30.
SKDB bytte namn till Verbum – Kyrkliga centralförlaget år 1968 och kom via SKEAB-koncernen att uppgå i en större koncern, sedermera också kallad Verbum.
År 2005 meddelade Verbum att man skulle avveckla den textila verksamheten inom företaget, som då bestod av Marks syateljé i Kinna och Libraria i Stockholm. Syateljén såldes, medan övrig verksamhet inom Libraria skulle läggas ner. Libraria avvecklades under år 2006.
Företagets arkiv övertogs år 2020 av Antikvarisk-topografiska arkivet.

## Föreståndare
- Agda Österberg 1924–1933
- Märtha Gahn 1935–1954
- Anna-Lisa Odelqvist-Kruse 1954–1985
- Sylva Klarén 1987–2005